# Joseph Pardee

Joseph Pardee (1909)

Joseph T. Pardee (* 30. Mai 1871 in Salt Lake City, Utah; † 2. März 1960 in Philipsburg, Montana) war ein US-amerikanischer Geologe. Seine Arbeiten über die Eisdammbrüche des prähistorischen Lake Missoula trugen zum Verständnis des Ursprungs der Channeled Scablands bei.

## Leben
Joseph Pardee wurde in Salt Lake City als Sohn von James Knox Pardee und seiner Frau Marie geboren. Im Alter von drei Jahren zog die Familie nach Philipsburg in Montana um. Sein Vater erschloss östlich von Pittsburg die Algonquin Mine. Seine schulische Ausbildung erfolgte am presbyterianischen College of Montana in Deer Lodge. Später besuchte er die University of California, Berkeley.
Nach dem Ende seiner Ausbildung gründete er ein Labor für die Analyse von Edelmetallen und betrieb eine Gold- und Saphirmine. Sein wachsendes Interesse an Geologie führte in 1909 schließlich zum United States Geological Survey (kurz USGS), einer wissenschaftlichen Behörde und dem wichtigsten Institut der Vereinigten Staaten für die amtliche Kartografie, wo er bis 1941 angestellt war.
Pardee war seit dem 1. September 1904 verheiratet mit Ruby Estella Schoonover Pardee (1886–1976). Das Ehepaar hatte eine Tochter, Mary P. Pardee Kelly (1905–1994).

## Werk

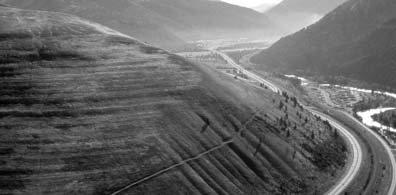
Fossilisierte Uferlinien des Lake Missoula

Während der 1920er Jahre schlug der Geologe J Harlen Bretz vor, dass die Channeled Scablands durch Megafluten entstanden seien, bei denen in kurzer Zeit ungeheure Wassermassen aufgetreten sein mussten. Die Theorie wurde von anderen Geologen vehement abgelehnt, unter anderem deshalb, weil Bretz keine Erklärung für den Ursprung solcher Wassermassen liefern konnte.
Pardee vermutete, dass der Bruch eines Eisdammes des Lake Missoula eine solche Flut verursacht haben könnte. Er studierte ab 1910 die Scablands in der Nähe von Spokane sowie die intermontanen Becken von Montana. Dabei fand er Uferlinien und andere geomorphologische Hinweise auf einen großen Eisstausee in der Nähe der Stadt Missoula. Der Lake Missoula umfasste mehrere intermontane Becken mit einer Wassermasse von etwa 2000 Kubikkilometern und konnte sich nur über den Clark Fork River in der Nähe der Grenze von Idaho und Montana entleeren.

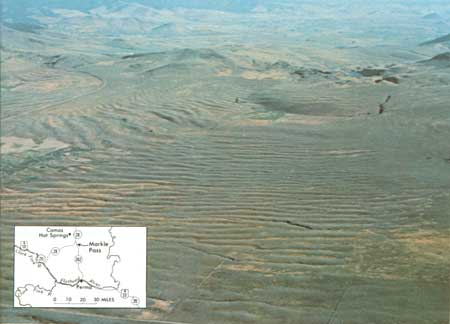
Riesenrippel am Markle Pass bei Camas Hot Springs, Montana, USA

Direkte Hinweise auf eine Flut fand er aber erst in den 1930er Jahren. Im Nordwesten von Montan in der Nähe von Camas im Sanders County entdeckte er Riesenrippel mit einer Höhe von 15 Metern und einer Wellenlänge von 150 Metern. Die Entstehung dieser Rippelmarken konnte nur mit einer starken Strömung erklärt werden, wie sie der Bruch eines Eisdammes und die damit verbundene Flut erzeugen konnte. Pardee verfolgte die Idee über 30 Jahre und bestätigte letztendlich den Zusammenhang zwischen der Existenz des prähistorischen Lake Missoula und den Missoula-Fluten.